# Wasserschloss Breitenlohe

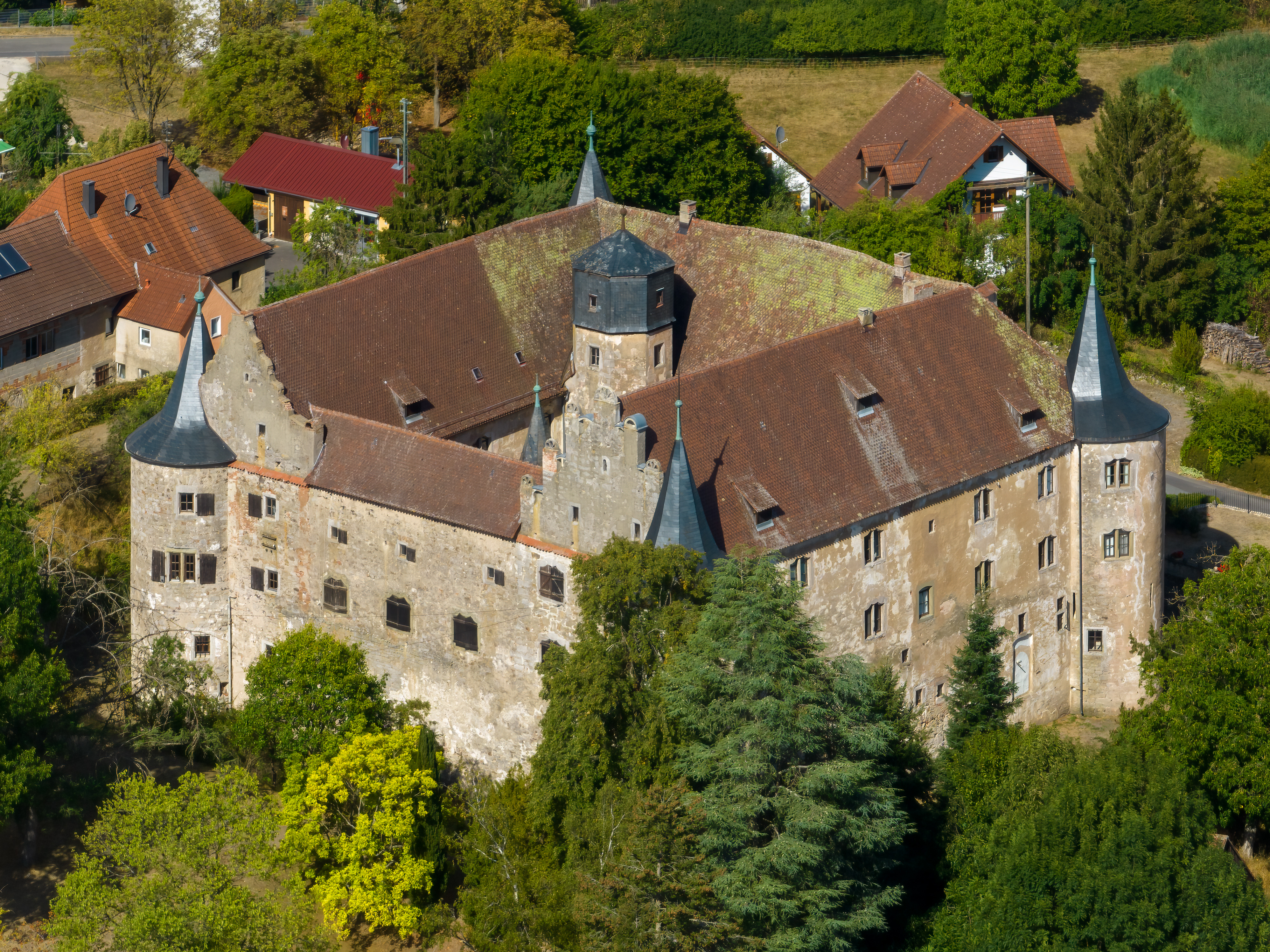
Wasserschloss in Breitenlohe

Das Wasserschloss Breitenlohe ist ein Schloss in Breitenlohe, einem Gemeindeteil von Burghaslach im mittelfränkischen Landkreis Neustadt an der Aisch-Bad Windsheim.

## Lage
Das Schloss liegt zentral im Ort Breitenlohe und ist über die Staatsstraße 2256 zu erreichen.

## Gestalt und Geschichte

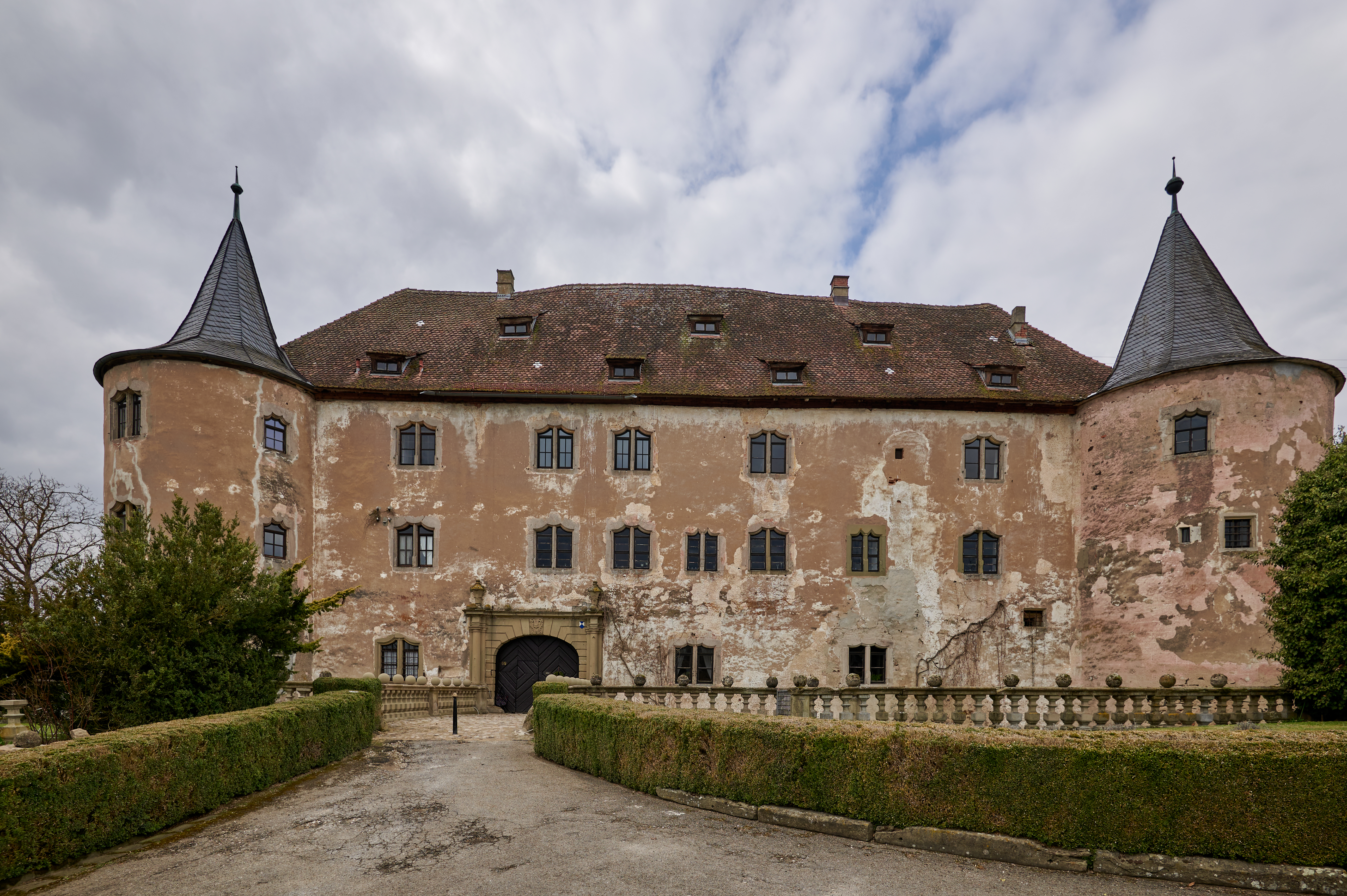
Schloss von vorne

Es handelt sich um ein Wasserschloss mit quadratischem Grundriss und einem rechteckigen Innenhof. Es verfügt über vier dreigeschossige Flügel und runde Ecktürme. Östlich dem Schloss vorgelagert finden sich mit einem Stallgebäude und einer Scheune aus dem 18. Jahrhundert dem Schloss zugeordnete Wirtschaftsgebäude. Im südwestlichen Turm befand sich ein Gefängnis.
Im Jahre 1340 wurde die Wasserburg zum ersten Mal urkundlich erwähnt, als sie im Besitz von Albrecht von Hohenlohe war. Noch im 14. Jahrhundert folgten die Edlen von Vestenberg, welche die Wasserburg im 15. Jahrhundert zu einem Schloss umbauten, das in den Bauernkriegen um 1525 zerstört wurde. Kunz Christoph von Vestenberg ließ ab etwa 1569 aus den Überresten das heutige Schloss erbauen. 1592 verkaufte der verschuldete Sigismund von Vestenberg das Schloss samt Gut an Lorenz von Münster zu Lisberg. Unter dieser Familie wurde das Schloss teilweise barockisiert. 1783 wurden Schloss und Flur an die Grafen von Castell verkauft. 1942 kaufte es der Wasserwerksunternehmer Georg Jaeckel, von dem es die heutigen Besitzer, Familie Friedrich, geerbt haben. Sie haben es in mehreren Bauabschnitten restauriert.

## Denkmal

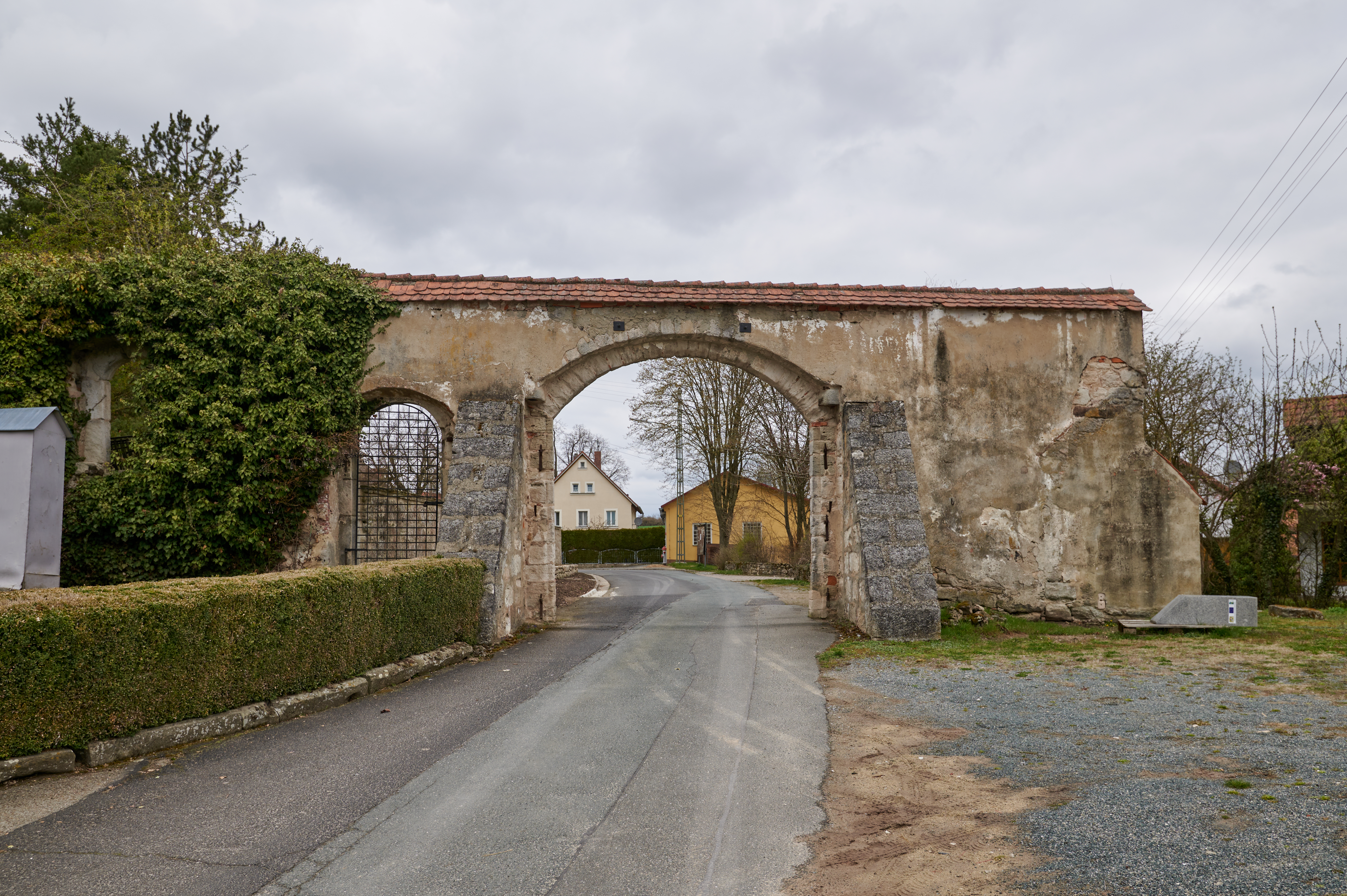
Rest der Wehrmauer

Das Schloss ist in der Bayerischen Denkmalliste unter der Nummer D-5-75-116-24 mit folgender Beschreibung gelistet: „Schloss, ehem. Wasserschloss, vierflügelige, dreigeschossige Anlage mit Satteldächern, vier runden Ecktürmen mit Zeltdächern und Vorhangbogenfenstern, an der Westseite je ein Ziergiebel mit Zinnenaufsatz, Hofraum mit runden Treppenturm in der Südwest- und oktogonalen Treppenturm in der Nordostecke, im Kern 15. Jh., Erneuerung 1569–71, im Ostflügel korbbogiges, bossiertes Durchfahrtstor mit Halbsäulen und Vasenaufsätzen, 1720–30; Rest der Wehrmauer, Bruchsteinmauer mit Satteldachabschluss sowie Stichbogendurchfahrt und -durchlass, 16. Jh.; Grabenbrücke, zweibogige Steinbrücke mit Balustergeländer und Sandsteinfiguren der Immaculata und des hl. Johann Nepomuk, um 1720/30, repariert 1734; Graben- und Gartenmauern, Steinquadermauerwerk, zum Teil mit Balustergeländer, 16. Jh., Geländer 18. Jh.“